# Католицька церква в Швеції
Като́лицька це́рква у Шве́ції — друга християнська конфесія Швеції. Складова всесвітньої Католицької церкви, яку очолює на Землі римський папа. Керується конференцією єпископів. Станом на 2004 рік у країні нараховувалося близько 144 000 католиків (1,6% від усього населення). Існувало 1 діоцезій, які об'єднували 41 церковних парафій.  Кількість  священиків — 151 (з них представники секулярного духовенства — 73, члени чернечих організацій — 78), постійних дияконів — 23, монахів — 96, монахинь — 215.